# Октав Тассер
Ніколя́ Франсуа́ Окта́в Тассе́р (фр. Nicolas-François Octave Tassaert; 26 липня 1800, Париж, Франція — 24 квітня 1874, Париж) — французький художник, гравер, ілюстратор.

## Життя й творчість
Народився 1800 року в Парижі в родині фламандського походження, відомій завдяки не одному поколінню художників. Спочатку образотворчого мистецтва Ніколя навчав безпосередньо його батько, Jean-Joseph-François Tassaert (1765-c. 1835), а пізніше — його старший брат, торговець мистецькими творами (?-1855).
У 1816 році він пізнавав мистецтво гравюри, а згодом (з 1817 по 1825) навчався в Національній вищій школі красних мистецтв (École nationale supérieure des Beaux-Arts), причому разом з іншим відомим художником Гійомом Гійоном-Летьєром (фр. Guillaume Guillon-Lethière, 1760–1832). Картини Октава Тассера не схвалювалися в колі критиків. Утім, його твори, у яких зображувалося життя бідних людей, були популярними в народі.

## Галерея

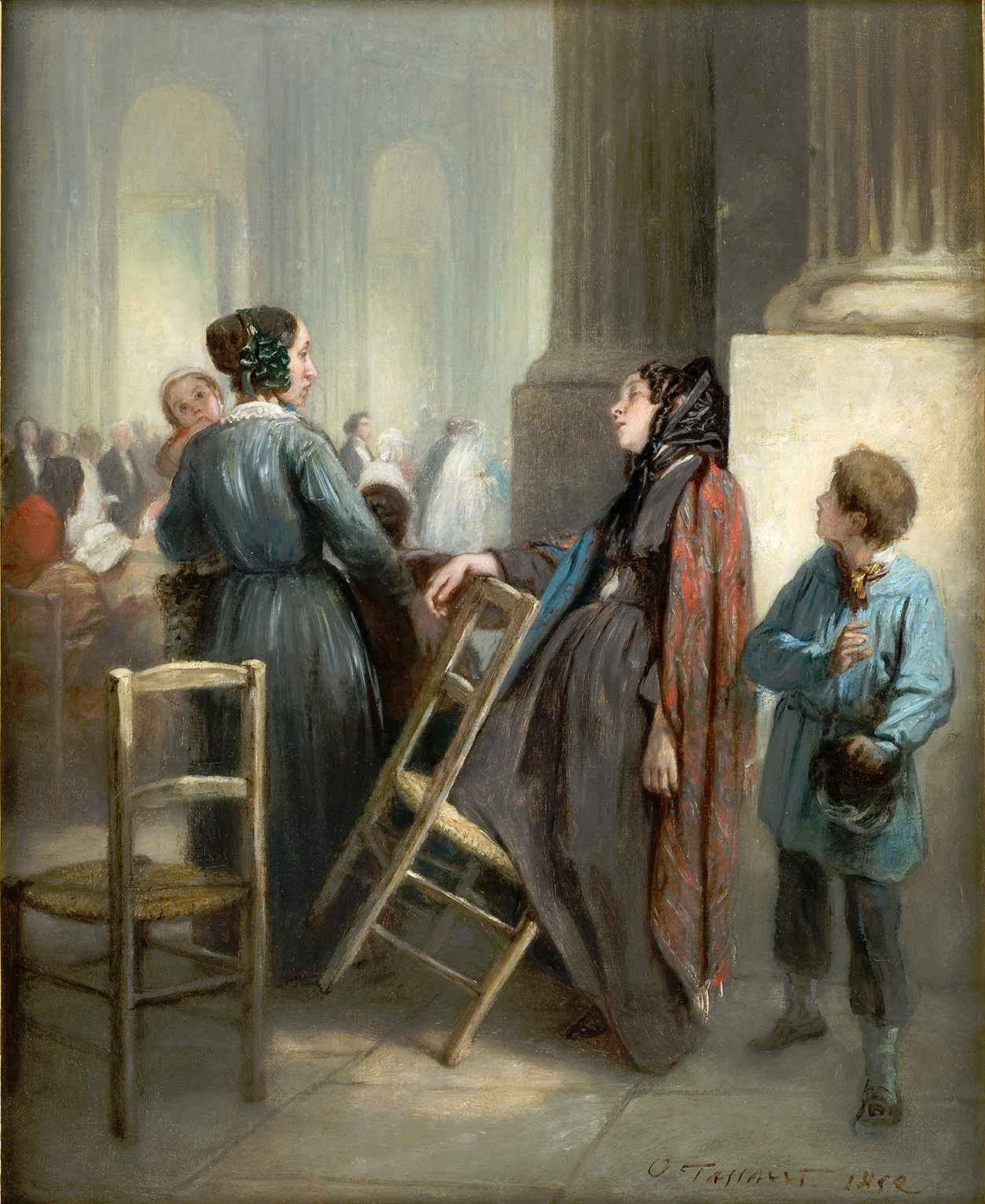
«Покинута» (фр. L'abandonnée), 1852
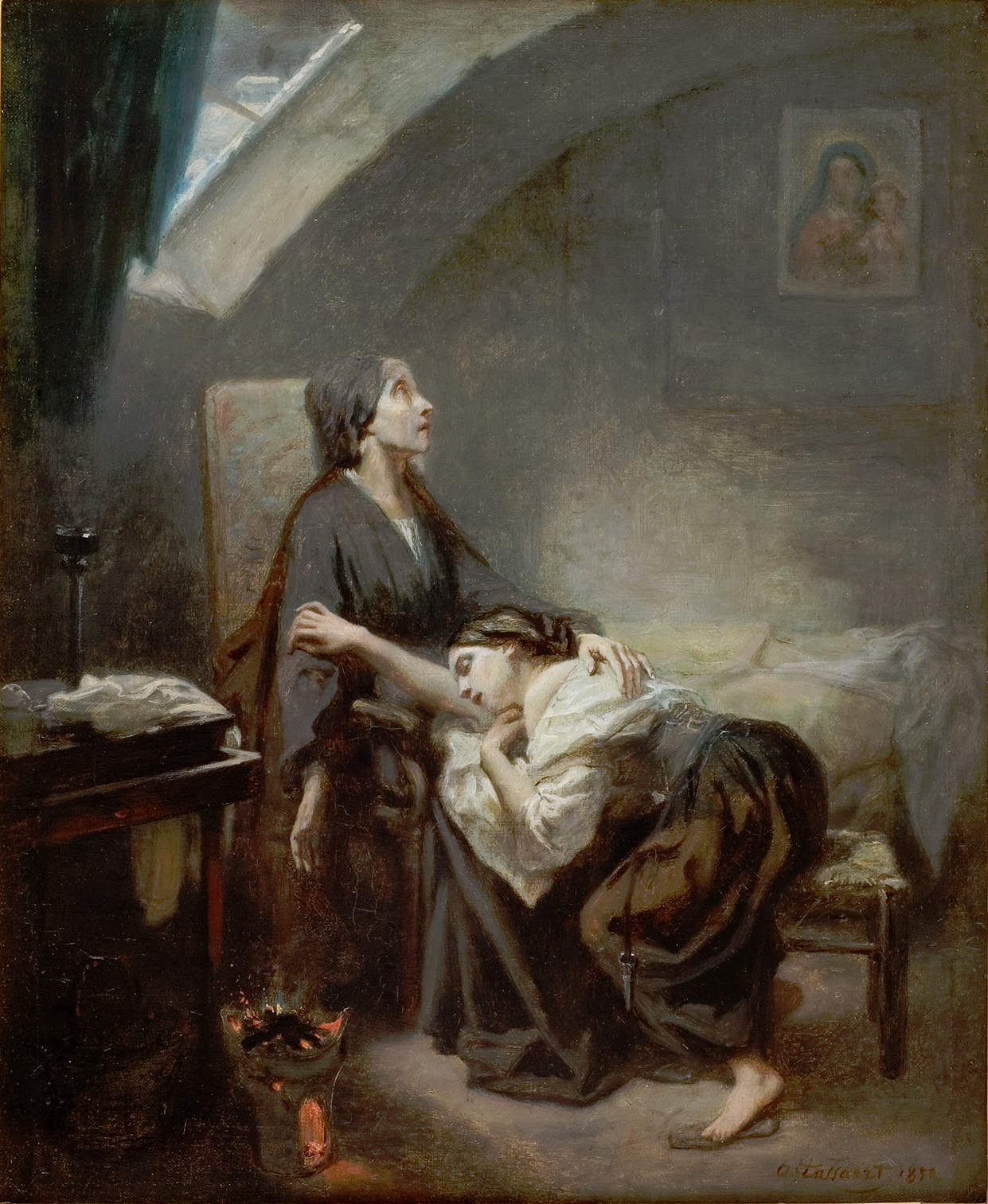
«Нещаслива родина» (фр. Suicide), 1852
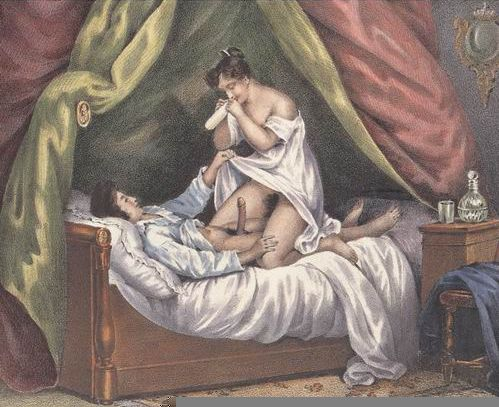
«Обережні коханці», 1860
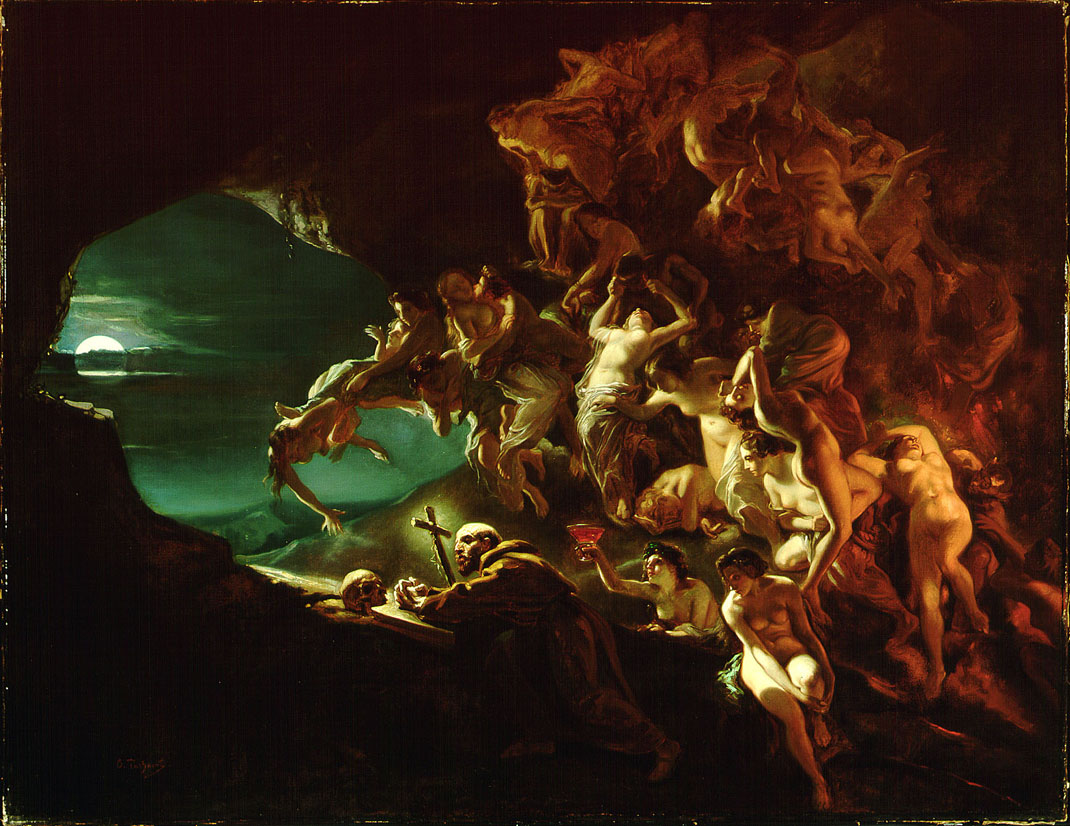
«Випробування Святого Іларіона», 1857
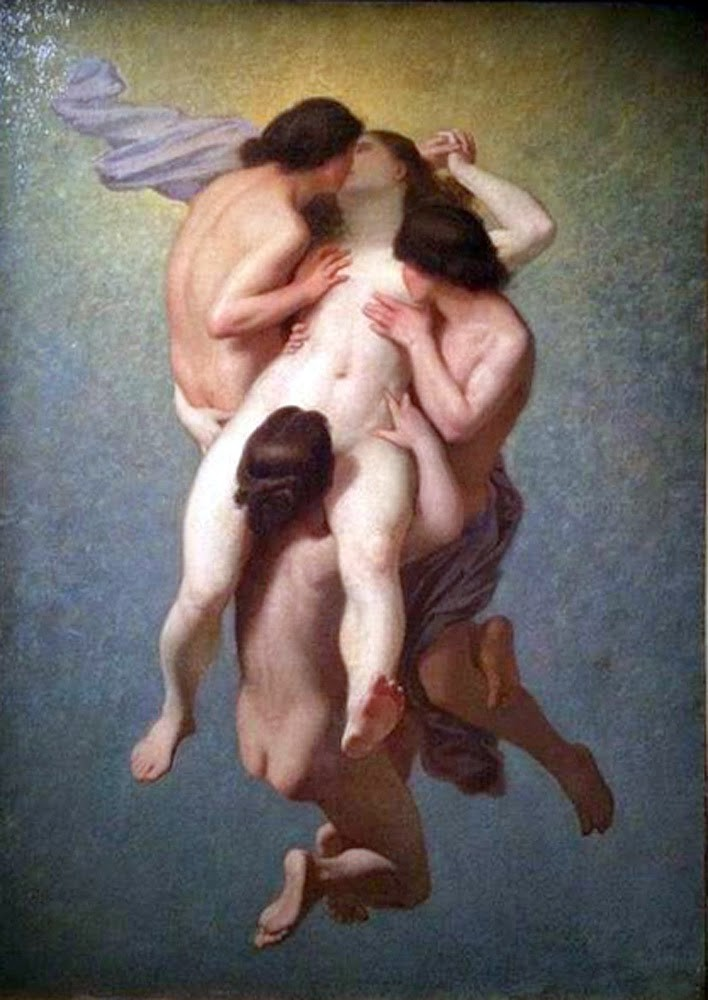
Проклята жінка, 1859